# برج سودر
برج سودر (به سوئدی: Söder torn) یک ساختمان بلندمرتبه در سوئد است که در بخش استکهلم واقع شده‌است.